# Lepidophthalmus bocourti
Lepidophthalmus bocourti är en kräftdjursart som först beskrevs av Alphonse Milne-Edwards 1870.  Lepidophthalmus bocourti ingår i släktet Lepidophthalmus och familjen Callianassidae. Inga underarter finns listade i Catalogue of Life.